# 埃爾維拉山脈

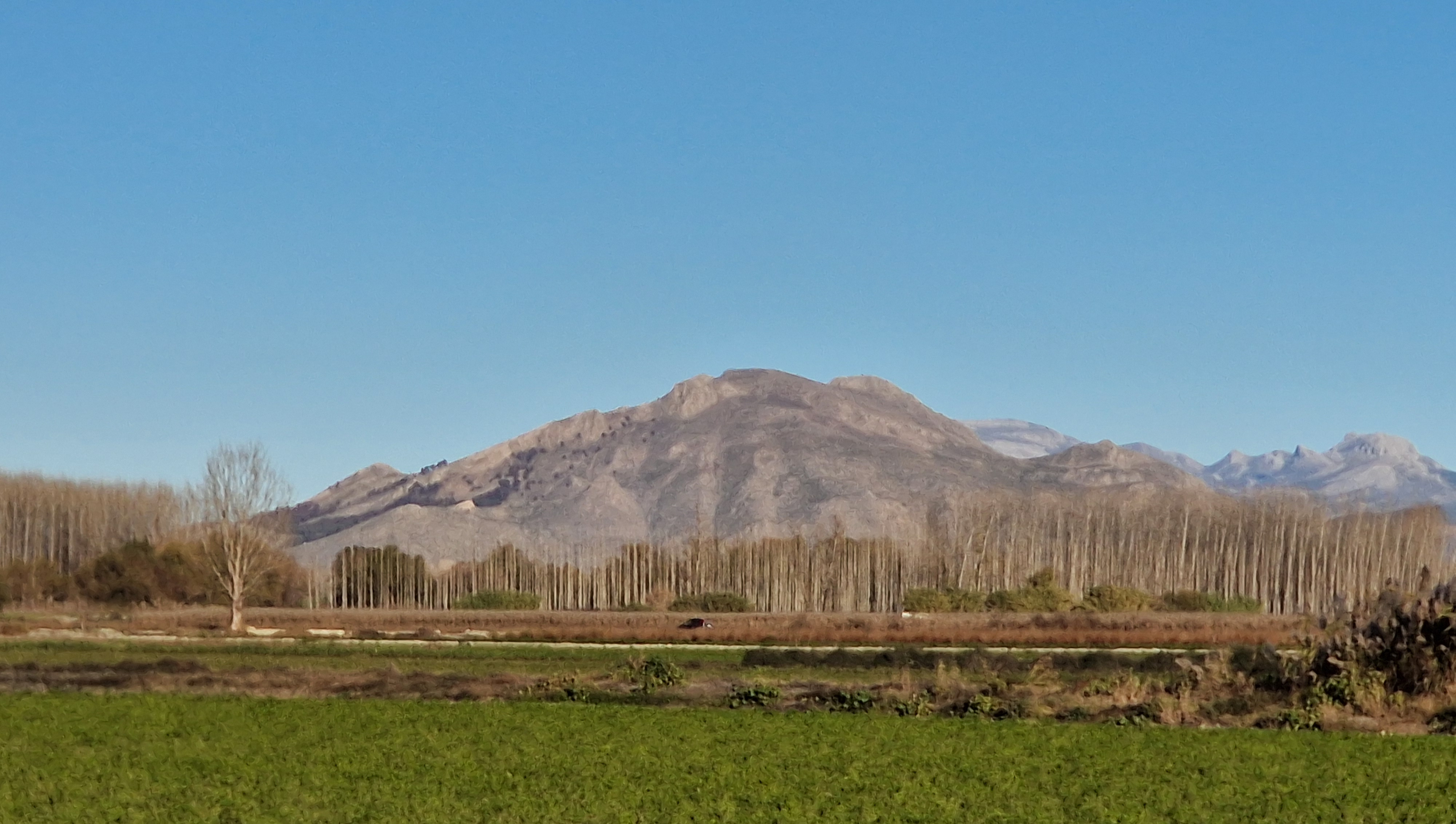

埃爾維拉山脈（西班牙語：Sierra Elvira），是西班牙的山脈，位於該國南部格拉納達省，屬於貝蒂科山脈的一部分，距離格拉納達約9公里，面積約18平方公里。